# Claude Santelli
 (décembre 2012).
Si vous disposez d'ouvrages ou d'articles de référence ou si vous connaissez des sites web de qualité traitant du thème abordé ici, merci de compléter l'article en donnant les références utiles à sa vérifiabilité et en les liant à la section « Notes et références ».
Pour les articles homonymes, voir Santelli.
Claude Santelli est un réalisateur, scénariste et producteur français, né le 17 juin 1923 à Metz et mort le 14 décembre 2001 à Garches.

## Biographie
Claude Santelli naît le 17 juin 1923 à Metz, en Moselle. Il est le fils de César Santelli, agrégé d'allemand et plus tard inspecteur général de l'instruction publique. Il a été élève au lycée Montaigne à Paris. Il a vécu dans le même immeuble que Michel Rocard et l'aida à faire ses versions latines. Licencié ès lettres, il enseigne le français langue étrangère à l'Alliance française. Tout d'abord comédien, il devient auteur de théâtre et écrit trois spectacles dont La Famille Arlequin, lorsque Jacques Fabbri fait appel à lui en 1954.  Il entre à l’ORTF en 1956 comme auteur et producteur au service des émissions jeunesse, où travaille déjà Jean-Christophe Averty pour les plus petits. Santelli a la charge du divertissement des plus grands. L’année suivante, il adapte pour la télévision le roman de G. Bruno Le Tour de France par deux enfants, initiant ainsi la tradition des feuilletons télévisés. C'est le début d'une longue carrière, marquée par une vision à la fois didactique et ludique de la télévision.
Claude Santelli adapte pour la télévision, dans le cadre de son émission Le Théâtre de la jeunesse, un grand nombre de pièces de théâtre ou de romans destinés à la jeunesse, qui lui font découvrir une partie du patrimoine littéraire français et étranger : Cervantès, Maupassant, La comtesse de Ségur, Mark Twain, Diderot, Jules Verne, ou Herman Melville. Membre du Conseil du développement culturel de 1971 à 1973.
Claude Santelli meurt le 14 décembre 2001, trois mois après un accident survenu sous le chapiteau du cirque Alexis Grüss. Il est inhumé à Esches (Oise).

### Carrière audiovisuelle
Contrairement à d'autres de ses collègues, Claude Santelli, tout en se revendiquant ouvertement de gauche, n'était pas membre du Parti communiste français.
Il utilise surtout la télévision comme outil d'instruction. Le tour de France par deux enfants contient déjà une forte portée didactique. Le feuilleton est en effet muet, commenté par Jean Topart d'après des textes de Santelli lui-même. Le périple des deux enfants est en fait une longue leçon morale et pédagogique, sous la forme d'un voyage initiatique où on apprend beaucoup de choses sur l'histoire, la géographie, les valeurs...
Livre mon ami est une autre émission éducative ayant pour objectif de présenter des livres aux plus jeunes. Mené par Claude Santelli et Colette Cotti, l'émission qui est un succès est programmée de 1958 à 1968.
Santelli revient à ses premières amours, le théâtre, par le biais d'une émission,  Le Théâtre de la jeunesse (1960-1969). Il y supervise le choix des sujets, des comédiens, des auteurs (lorsqu'il n'écrit pas lui-même les adaptations). Son objectif est de faire une émission populaire. Dans cet objectif, il choisit des intrigues claires, privilégie l'action, auxquels s'ajoute une touche morale. Ainsi sont adaptés de grands auteurs : Cervantes, Dickens, Eugène Sue, Jules Verne, Herman Melville, Victor Hugo... Là encore, le succès est au rendez-vous et durant six années, la série passe de la case horaire du jeudi soir au dimanche après-midi, heure de plus grande écoute[réf. nécessaire].
Santelli aborde aussi la littérature avec Les Cent Livres des Hommes (1969-1973) en collaboration avec Françoise Verny. Dans la même veine que Jean-Claude Bringuier, mais dans un style différent, il propose aussi nombre de portraits de personnalités dont : André Malraux, (dans la série  éponyme sous-titrée « la légende du siècle »)  ou le pianiste Samson François. La réalisation de ces différents entretiens, comme aussi la série « La nuit écoute », s'efforce de faire transparaître comment un être, par son talent et ses qualités humaines, arrive à nous faire partager sa passion et son art.
De même, il s'intéresse à l'histoire, notamment à travers 1936 ou la mémoire d'un peuple où il évoque le Front populaire, et L'an quarante réalisé en 1983. Il réalise deux ans plus tard L'année terrible (1871).
« J'ai une forme de sensibilité qui me conduit au mouvement de caméra, je veux épouser avec le mouvement de caméra le moment d'une réplique, le moment d'un sentiment qui passe entre deux êtres. »
Le style Santelli est donc d'abord marqué par le mouvement. La caméra suit les personnages, les accompagne au fil de l'histoire, de manière à recréer une atmosphère. De fait, le montage est très peu utilisé par le réalisateur, celui-ci préférant les plans-séquences. Ce style est notamment facilité par le fait que dans une dramatique tous les acteurs sont présents en même temps, et tous les décors sont entièrement mis en place. Pas besoin du traditionnel découpage en champ/contrechamp par exemple, suivant les disponibilités des acteurs. L'image conserve une forme de fluidité, de cohérence et de continuité, permise par un dispositif très télévisuel également, impliquant la mise en place de nombreux rails de travelling. Tout ce travail ne serait rien sans l'effort et le talent de toute une équipe qui compte le chef machiniste Jean-Claude Hagué, sans qui toute la logistique déployée pour les rails ne serait pas. Ce style est aussi en quelque sorte hérité du théâtre où tout a lieu dans la continuité.
Lorsqu'il s'investit dans l'adaptation littéraire avec Les Cent Livres des hommes, Santelli cherche une forme nouvelle, plus hétérogène. En effet il mêle scènes jouées, avec des témoignages sur le livre, ou des images d'actualités. L'idée est de reproduire l'ambiance de l'œuvre, son esprit, de manière à donner envie de la lire. De fait l'image ne remplace pas le texte comme dans une adaptation classique, mais l'encadre voire le complète. On a donc un propos pédagogique, mais qui se veut dynamique par le travail sur l'atmosphère. C'est dans l'une de ces émissions, consacrée à Marcel Proust, que débute Isabelle Huppert.
En outre, Claude Santelli évite souvent les reconstitutions coûteuses au profit de dispositifs plus ludiques, sollicitant l'éveil et l'imagination de son public. Par exemple, dans Le matelot de nulle part, fresque navale épique, Santelli choisit de représenter les combats, assauts, et autres tempêtes par le biais d'un montreur d'images.
De fait, même à travers son style, Santelli conçoit la télévision comme un outil qui doit enrichir celui qui la regarde et non l'abrutir.
Claude Santelli s'est toujours engagé pour une télévision privilégiant l'imagination, la créativité et l'éducation, face à une certaine uniformisation incarnée par l'avènement des grands groupes économiques. À la tête de la Société des auteurs et compositeurs dramatique (SACD) pendant une dizaine d'années, de 1982 à 1992, il y milite pour la création de quotas en faveur de la création audiovisuelle française. Il crée aussi l'association Beaumarchais avec Jean Matthyssens. Son objectif étant d'aider à déceler de nouveaux talents, de nouveaux auteurs, de futurs maîtres dans un panel de domaines allant du cinéma à l'opéra, en passant par le cirque, le théâtre, la radio, la télévision, etc. dans la perspective de leur attribuer des bourses d'écriture. L'association Beaumarchais, affiliée à la SACD, est aujourd'hui dirigée par Paul Tabet.

### Vie privée
Il était le beau-frère de Maurice Besset.

## Filmographie

### Comme réalisateur à la télévision
- 1968 : Sarn, d'après le roman de Mary Webb
- 1970 : Lancelot du Lac, d'après Chrétien de Troyes
- 1971 : Le Malade imaginaire, de Molière
- 1971 : Les Cent Livres : À la recherche du temps perdu, d'après Marcel Proust
- 1972 : André Malraux, la légende du siècle
- 1973 : Histoire vraie, d'après Guy de Maupassant
- 1973 : Histoire d'une fille de ferme, d'après Guy de Maupassant
- 1974 : Madame Baptiste, d'après Guy de Maupassant
- 1974 : Le Port, d'après Guy de Maupassant
- 1974 : La Confession d'un enfant du siècle, d'après Alfred de Musset
- 1975 : Le Père Amable, d'après Guy de Maupassant
- 1975 : Charles le Seul
- 1976 : Première Neige, d'après Guy de Maupassant
- 1977 : La Vérité de madame Langlois
- 1977 : Le Chandelier, d'Alfred de Musset
- 1979 : Un comédien lit un auteur : François Périer lit Anatole France
- 1980 : Le Neveu de Rameau, d'après Diderot
- 1981 : Le Légataire universel
- 1981 : La République nous enseigne ou l'école gratuite obligatoire a cent ans
- 1982 : L'An 40
- 1982 : L'Épreuve
- 1983 : Orphée
- 1984 : Jacques le fataliste et son maître
- 1985 : L'ami Maupassant : 6 x 52 min : directeur de collection, adaptateur de quatre des six contes et réalisateur de trois d'entre eux
- 1985 : L'Année terrible
- 1986 : La Petite Roque, adaptation de Maupassant
- 1990 : Duo
- 1990 : L'Ami Giono : Ennemonde
- 1992 : Mademoiselle Fifi ou Histoire de rire
- 1994 : Un siècle d'écrivains : Jean Giono
- 1996 : La Comète
- 1998 : Un siècle d'écrivains : Jean Anouilh

### Comme scénariste
- 1953 : Bonjour Paris, ou la Tour prend garde (long métrage d'animation)
- 1956 : Le trésor de Jean-Marie Furic (feuilleton)
- 1957 : Le Tour de France par deux enfants (série télévisée)
- 1959 : Les Cinq Dernières Minutes, épisode Dans le pétrin  de Claude Loursais (série télévisée)
- 1961 : Les Mystères de Paris
- 1961 : Le Théâtre de la jeunesse : Gaspard ou le petit tambour de la neige de Claude Santelli, réalisation Jean-Pierre Marchand
- 1962 : Le Théâtre de la jeunesse : Gavroche (TV)
- 1962 : Le Théâtre de la jeunesse : Oliver Twist (TV)
- 1962 : Quatre-vingt-treize (TV)
- 1964 : Le Théâtre de la jeunesse : Le matelot de nulle part (TV)
- 1965 : David Copperfield (TV)
- 1965 : Gaspard des montagnes (TV)
- 1967 : Huckleberry Finn (TV)
- 1967 : Le Théâtre de la jeunesse : Le Secret de Wilhelm Storitz (TV), d'après le roman éponyme de Jules Verne
- 1970 : Lancelot du Lac (TV)
- 1972 : André Malraux, la légende du siècle (TV)
- 1973 : Histoire d'une fille de ferme (TV), d'après la nouvelle éponyme de Guy de Maupassant
- 1974 : Madame Baptiste (TV)
- 1974 : Le Port (TV) d'après Le Port de Guy de Maupassant
- 1975 : Le Père Amable (TV)
- 1976 : Première Neige (TV)
- 1977 : La Vérité de madame Langlois (TV)
- 1977 : Le Chandelier (TV)
- 1979 : La Chaine (TV)
- 1981 : Le Légataire universel (TV)
- 1985 : L'Année terrible (TV)
- 1986 : L'Héritage (TV)
- 1986 : La Petite Roque, adaptation de Maupassant
- 1990 : L'Ami Giono: Ennemonde (TV)
- 1992 : Mademoiselle Fifi ou Histoire de rire (TV)
- 1996 : La Comète (TV)

### Comme producteur
- 1958-1968 : Livre mon ami
- 1960-1969 : Le Théâtre de la jeunesse
- 1969-1973 : Les Cent Livres des Hommes

## Théâtre

### Auteur
- 1956 : La Famille Arlequin de Claude Santelli, mise en scène Jacques Fabbri, théâtre Antoine
- 1958 : Lope de Vega de Claude Santelli, mise en scène Jacques Fabbri, théâtre de la Renaissance

### Metteur en scène
- 1978 : Les Rustres de Carlo Goldoni, théâtre de la Michodière
- 1985 : Olympe dort et La Donna de Constance Delaunay, Petit Odéon
- 1985 : Britannicus de Racine, Festival de Vaison-la-Romaine
- 1987 : Génousie de René de Obaldia, Théâtre national de l'Odéon, théâtre des Célestins
- 1987 : Maison de poupée d'Henrik Ibsen, théâtre de la Commune
- 1992 : Potestad d'Eduardo Pavlovsky, Lecture de Jean-Louis Trintignant, Festival d'Avignon
- 1992 : Notes de service de Jean Vilar, direction artistique Claude Santelli, par Judith Magre, Festival d'Avignon
- 1996 : William Shakespeare, lecture de Jean-Louis Trintignant, Festival d'Avignon

## Distinctions
- Le Père Amable, 1976, prix de l’image, Fondation de France et 2 Emmy awards aux États-Unis

### Sources
- Christian-Marc Bosséno, 200 téléastes français, Courbevoie, « CinémAction », 1989
- Jean-Marc Doniak, Les fictions de la télévision française, Dixit, 1998
- Raoul Sangla: Claude Santelli (1923-2001). Tombeau de Monsieur Claude Santelli, Hermès, n° 32-33, 2002 (en ligne sur irevues.inist.fr)
- Paul Tabet ''L'ami Santelli, dialogue à une voix, coll. For intérieur, Paris, 2005. (en ligne)

- Ina, Claude Santelli sur le théâtre de la Jeunesse, 18 février 1962 (en ligne)
- Ina, Claude Santelli sur le théâtre de la Jeunesse, 17 septembre 1966 (en ligne)